# Mammisi

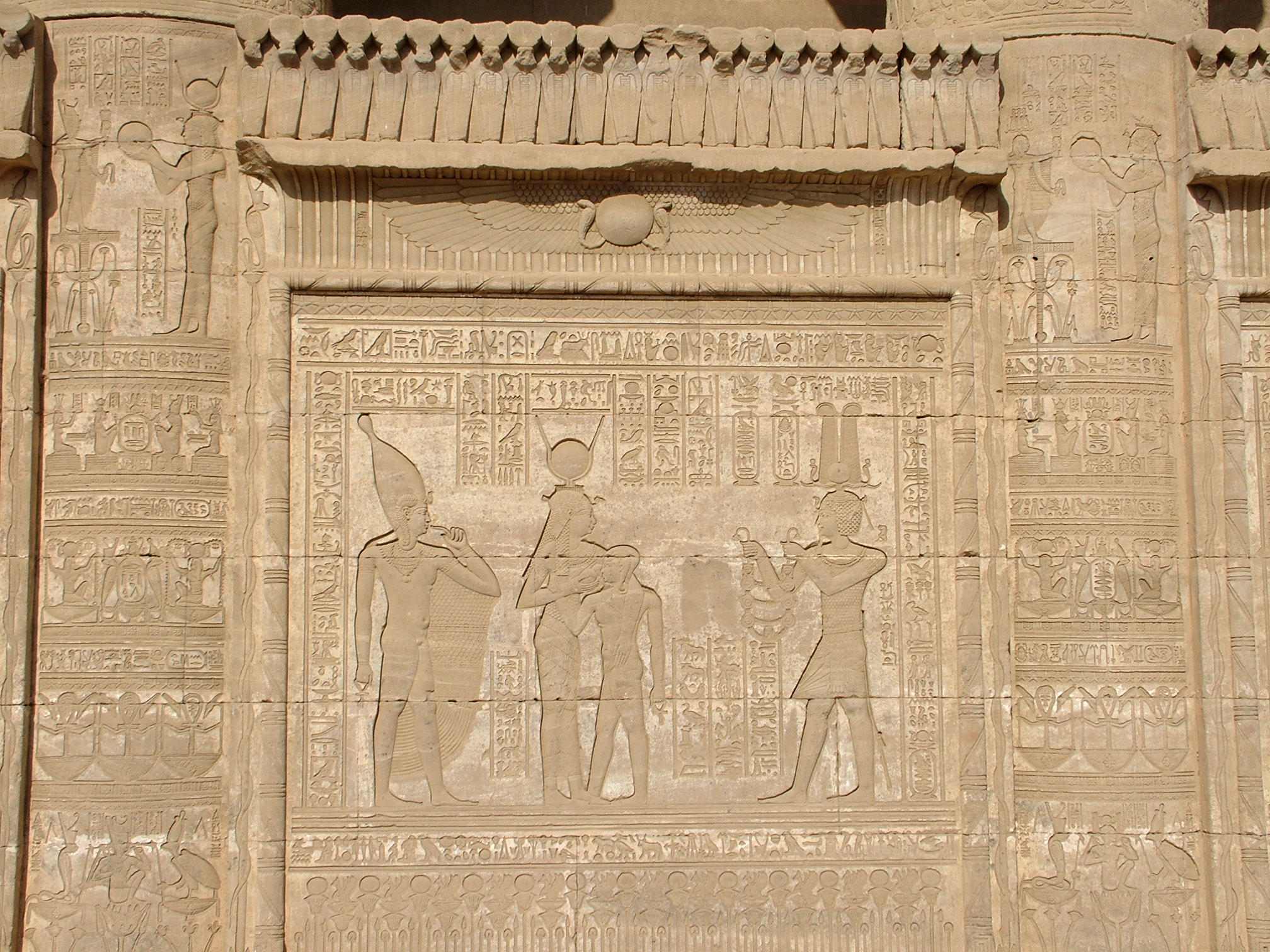
Reliéf Traiana na mamisi chrámu Dendara. Hathor kojící svého syna Ihyho.

Mammisi je novodobé označení pro zvláštní typ malého egyptského chrámu či svatyně nazývaného v egyptštině pr ms-jj – „dům/místo zrození“. Byl budován jako součást rozsáhlejších chrámových komplexů od doby 30. dynastie.

## Známé stavby
- Nachtnebefovo mammisi v chrámu v Dendeře
- ptolemaiovské mammisi v chrámu v Edfú
- Augustovo mammisi v chrámu v Kalábše
- Traianovo mammisi v chrámu v Dendeře